# Großer Preis von Japan 1999
Der Große Preis von Japan 1999 (offiziell XXV Fuji Television Japanese Grand Prix) fand am 31. Oktober auf dem Suzuka International Racing Course in Suzuka statt und war das 16. und letzte Rennen der Formel-1-Weltmeisterschaft 1999.

## Bericht

### Hintergrund
Nach dem Großen Preis von Malaysia führte Eddie Irvine mit vier Punkten Vorsprung auf Mika Häkkinen die Fahrerwertung an. Um Weltmeister zu werden, reichte Häkkinen ein Sieg, da selbst bei einem zweiten Platz für Irvine und damit einem Punktegleichstand Häkkinens fünf Siege den vier Siegen von Irvine überwiegen würde. Ein zweiter Platz würde Häkkinen nur zum Weltmeistertitel verhelfen, wenn Irvine maximal den fünften Platz erreichen würde, da bei Punktegleichheit die drei Zweitplatzierungen von Häkkinen den zwei Zweitplatzierungen von Irvine überwiegen würde. Bei einem dritten Platz für Häkkinen dürfte Irvine nicht in den Top Sechs liegen und damit keine Punkte machen, da die vier Drittplatzierungen von Häkkinen die zwei Viertplatzierungen von Irvine überwiegen würde. Irvine hingegen wäre Weltmeister, wenn er entweder vor Häkkinen ins Ziel kommt oder Häkkinen das Rennen als Vierter oder schlechter beendet.
In der Konstrukteurswertung führte Ferrari mit vier Punkten vor McLaren-Mercedes und mit 60 Punkten vor Jordan-Mugen-Honda.
Damon Hill, Weltmeister von 1996, Alessandro Zanardi und Toranosuke Takagi bestritten ihren letzten Grand Prix.
Mit Michael Schumacher, Hill (jeweils zweimal) und Häkkinen (einmal) traten drei ehemalige Sieger zu diesem Grand Prix an.

### Training

#### Freitagstraining
Häkkinen holte sich die schnellste Zeit mit 1:41,746 Minuten vor Teamkollege David Coulthard, Michael Schumacher, Rubens Barrichello, Zanardi und Olivier Panis. Der Weltmeisterschaftsführende Irvine belegte nur den zehnten Platz mit 1,6 Sekunden Rückstand auf Verfolger Häkkinen. Marc Gené konnte im Minardi die 15. schnellste Zeit erfahren und damit unter anderem Hill und Johnny Herbert hinter sich lassen. Der langsamste Fahrer, Luca Badoer, lag rund vier Sekunden hinter der Bestzeit und über eine Sekunde auf den Vorletzten Pedro Diniz.

#### Samstagstraining
Michael Schumacher holte sich mit 1:39,085 Minuten die schnellste Trainingszeit vor Häkkinen, Herbert, Heinz-Harald Frentzen, Hill, Barrichello und auf Platz sieben Coulthard. Irvine konnte sich zwar zeitentechnisch verbessern, allerdings reichte seine Zeit von 1:40,667 nur für Platz zwölf. Der langsamste Fahrer, Badoer, lag rund vier Sekunden hinter der Bestzeit.

### Qualifying
Michael Schumacher sicherte sich mit 1:37,470 Minuten die Pole-Position vor Häkkinen, Coulthard, Frentzen, Irvine und Panis. Irvine erlitt einen heftigen Unfall in Kurve elf und lag am Ende rund eineinhalb Sekunden hinter der Bestzeit. Der langsamste Fahrer, Badoer, lag rund fünf Sekunden hinter der Bestzeit und fast eine Sekunde hinter den Vorletzten Pedro de la Rosa.

### Warm-up
Im Warm-up vor dem Rennen war Häkkinen mit 1:40,630 Minuten der schnellste Fahrer vor Michael Schumacher, Frentzen, Ralf Schumacher, Coulthard und Irvine. Gené erreichte mit 1:43,708 Minuten den 16. Platz und ließ so unter anderem Zanardi und Jean Alesi hinter sich. Der langsamste Fahrer, zum vierten Mal in Folge Badoer, lag rund fünf Sekunden hinter der Bestzeit.

### Rennen
Häkkinen erwischte den besten Start, konnte an Michael Schumacher vorbeigehen und die Führung übernehmen. Panis kam ebenfalls sehr gut weg und nahm den dritten Platz ein. Coulthard kam langsamer weg und blockierte zusammen mit Frentzen den Fünften Irvine; dieser konnte im Verlauf der ersten Runde dennoch beide überholen. Mit Beginn der zweiten Runde führte Häkkinen vor Michael Schumacher, Panis, Irvine, Coulthard, Frentzen und auf Platz sieben Ralf Schumacher. Häkkinen konnte sich nun von Michael Schumacher absetzen und hatte in Runde sechs einen Vorsprung von knapp fünf Sekunden. Irvine währenddessen verlor pro Runde zwei Sekunden auf den Führenden Häkkinen und lag rund 14 Sekunden hinter dem Finnen.
In Runde 19 erledigte Häkkinen seinen ersten Boxenstopp; nach 8,8 Sekunden Standzeit konnte der Finne hinter Michael Schumacher wieder ins Renngeschehen eingreifen. Panis’ Lichtmaschine ging in Runde 20 kaputt und beendete damit ein gutes Rennen des Franzosen. Während der Boxenstoppserie konnte Coulthard an Irvine für Platz drei vorbei gehen, bis in Runde 34 Irvine wieder seine alte Position nach einem Fahrfehler des Schotten erlangte.
Häkkinen behielt nach seinem zweiten Boxenstopp die Führung vor Michael Schumacher und gewann das letzte Rennen der Saison; Schumacher wurde Zweiter, Irvine Dritter. Häkkinen wurde somit Weltmeister und feierte seinen zweiten Titel in Folge, denn seinem Konkurrenten Irvine hätte bei einem Sieg Häkkinens selbst der zweite Platz nicht zum Titelgewinn gereicht. Die Trophäe für den siegreichen Konstrukteur McLaren nahm Ron Dennis entgegen.
Ferrari gewann mit vier Punkten Vorsprung die Konstrukteursweltmeisterschaft vor McLaren-Mercedes.

## Meldeliste
| Team                         | Nr. | Fahrer                | Chassis        | Motor                 | Reifen |
| ---------------------------- | --- | --------------------- | -------------- | --------------------- | ------ |
| West McLaren Mercedes        | 01  | Mika Häkkinen         | McLaren MP4/14 | Mercedes-Benz 3.0 V10 | B      |
| West McLaren Mercedes        | 02  | David Coulthard       | McLaren MP4/14 | Mercedes-Benz 3.0 V10 | B      |
| Scuderia Ferrari Marlboro    | 03  | Michael Schumacher    | Ferrari F399   | Ferrari 3.0 V10       | B      |
| Scuderia Ferrari Marlboro    | 04  | Eddie Irvine          | Ferrari F399   | Ferrari 3.0 V10       | B      |
| Winfield Williams            | 05  | Alessandro Zanardi    | Williams FW21  | Supertec 3.0 V10      | B      |
| Winfield Williams            | 06  | Ralf Schumacher       | Williams FW21  | Supertec 3.0 V10      | B      |
| Benson & Hedges Jordan       | 07  | Damon Hill            | Jordan 199     | Mugen-Honda 3.0 V10   | B      |
| Benson & Hedges Jordan       | 08  | Heinz-Harald Frentzen | Jordan 199     | Mugen-Honda 3.0 V10   | B      |
| Mild Seven Benetton Playlife | 09  | Giancarlo Fisichella  | Benetton B199  | Playlife 3.0 V10      | B      |
| Mild Seven Benetton Playlife | 10  | Alexander Wurz        | Benetton B199  | Playlife 3.0 V10      | B      |
| Red Bull Sauber Petronas     | 11  | Jean Alesi            | Sauber C18     | Petronas 3.0 V10      | B      |
| Red Bull Sauber Petronas     | 12  | Pedro Diniz           | Sauber C18     | Petronas 3.0 V10      | B      |
| Arrows                       | 14  | Pedro de la Rosa      | Arrows A20     | Arrows 3.0 V10        | B      |
| Arrows                       | 15  | Toranosuke Takagi     | Arrows A20     | Arrows 3.0 V10        | B      |
| Stewart Ford                 | 16  | Rubens Barrichello    | Stewart SF3    | Ford Cosworth 3.0 V10 | B      |
| Stewart Ford                 | 17  | Johnny Herbert        | Stewart SF3    | Ford Cosworth 3.0 V10 | B      |
| Gauloises Prost Peugeot      | 18  | Olivier Panis         | Prost AP02     | Peugeot 3.0 V10       | B      |
| Gauloises Prost Peugeot      | 19  | Jarno Trulli          | Prost AP02     | Peugeot 3.0 V10       | B      |
| Fondmetal Minardi Ford       | 20  | Luca Badoer           | Minardi M01    | Ford 3.0 V10          | B      |
| Fondmetal Minardi Ford       | 21  | Marc Gené             | Minardi M01    | Ford 3.0 V10          | B      |
| British American Racing      | 22  | Jacques Villeneuve    | BAR 01         | Supertec 3.0 V10      | B      |
| British American Racing      | 23  | Ricardo Zonta         | BAR 01         | Supertec 3.0 V10      | B      |

## Klassifikation

### Qualifying
| Pos.                                                                       | Fahrer                | Konstrukteur       | Zeit     | Start |
| -------------------------------------------------------------------------- | --------------------- | ------------------ | -------- | ----- |
| 01                                                                         | Michael Schumacher    | Ferrari            | 1:37,470 | 01    |
| 02                                                                         | Mika Häkkinen         | McLaren-Mercedes   | 1:37,820 | 02    |
| 03                                                                         | David Coulthard       | McLaren-Mercedes   | 1:38,239 | 03    |
| 04                                                                         | Heinz-Harald Frentzen | Jordan-Mugen-Honda | 1:38,696 | 04    |
| 05                                                                         | Eddie Irvine          | Ferrari            | 1:38,975 | 05    |
| 06                                                                         | Olivier Panis         | Prost-Peugeot      | 1:39,623 | 06    |
| 07                                                                         | Jarno Trulli          | Prost-Peugeot      | 1:39,644 | 07    |
| 08                                                                         | Johnny Herbert        | Stewart-Ford       | 1:39,706 | 08    |
| 09                                                                         | Ralf Schumacher       | Williams-Supertec  | 1:39,717 | 09    |
| 10                                                                         | Jean Alesi            | Sauber-Petronas    | 1:39,721 | 10    |
| 11                                                                         | Jacques Villeneuve    | BAR-Supertec       | 1:39,732 | 11    |
| 12                                                                         | Damon Hill            | Jordan-Mugen-Honda | 1:40,140 | 12    |
| 13                                                                         | Rubens Barrichello    | Stewart-Ford       | 1:40,140 | 13    |
| 14                                                                         | Giancarlo Fisichella  | Benetton-Playlife  | 1:40,261 | 14    |
| 15                                                                         | Alexander Wurz        | Benetton-Playlife  | 1:40,303 | 15    |
| 16                                                                         | Alessandro Zanardi    | Williams-Supertec  | 1:40,403 | 16    |
| 17                                                                         | Pedro Diniz           | Sauber-Petronas    | 1:40,740 | 17    |
| 18                                                                         | Ricardo Zonta         | BAR-Supertec       | 1:40,861 | 18    |
| 19                                                                         | Toranosuke Takagi     | Arrows             | 1:41,067 | 19    |
| 20                                                                         | Marc Gené             | Minardi-Ford       | 1:41,529 | 20    |
| 21                                                                         | Pedro de la Rosa      | Arrows             | 1:41,708 | 21    |
| 22                                                                         | Luca Badoer           | Minardi-Ford       | 1:42,515 | 22    |
| 107-Prozent-Zeit: 1:44,293 min (bezogen auf die Bestzeit von 1:37,470 min) |                       |                    |          |       |

### Rennen
| Pos. | Fahrer                | Konstrukteur       | Runden | Stopps | Zeit        | Start | Schnellste Runde |
| ---- | --------------------- | ------------------ | ------ | ------ | ----------- | ----- | ---------------- |
| 01   | Mika Häkkinen         | McLaren-Mercedes   | 53     | 2      | 1:31:18,785 | 02    | 1:41,577 (31.)   |
| 02   | Michael Schumacher    | Ferrari            | 53     | 2      | + 5,015     | 01    | 1:41,319 (31.)   |
| 03   | Eddie Irvine          | Ferrari            | 53     | 2      | + 1:35,688  | 05    | 1:43,297 (26.)   |
| 04   | Heinz-Harald Frentzen | Jordan-Mugen-Honda | 53     | 2      | + 1:38,635  | 04    | 1:42,972 (22.)   |
| 05   | Ralf Schumacher       | Williams-Supertec  | 53     | 2      | + 1:39,494  | 09    | 1:42,567 (22.)   |
| 06   | Jean Alesi            | Sauber-Petronas    | 52     | 2      | + 1 Runde   | 10    | 1:43,668 (03.)   |
| 07   | Johnny Herbert        | Stewart-Ford       | 52     | 2      | + 1 Runde   | 08    | 1:43,706 (05.)   |
| 08   | Rubens Barrichello    | Stewart-Ford       | 52     | 2      | + 1 Runde   | 13    | 1:43,496 (22.)   |
| 09   | Jacques Villeneuve    | BAR-Supertec       | 52     | 2      | + 1 Runde   | 11    | 1:43,898 (06.)   |
| 10   | Alexander Wurz        | Benetton-Playlife  | 52     | 2      | + 1 Runde   | 15    | 1:43,963 (11.)   |
| 11   | Pedro Diniz           | Sauber-Petronas    | 52     | 2      | + 1 Runde   | 17    | 1:44,112 (22.)   |
| 12   | Ricardo Zonta         | BAR-Supertec       | 52     | 2      | + 1 Runde   | 18    | 1:44,869 (30.)   |
| 13   | Pedro de la Rosa      | Arrows             | 51     | 2      | + 2 Runden  | 21    | 1:45,556 (25.)   |
| –    | Giancarlo Fisichella  | Benetton-Playlife  | 47     | 2      | DNF         | 14    | 1:44,379 (12.)   |
| –    | Toranosuke Takagi     | Arrows             | 43     | 2      | DNF         | 19    | 1:46,150 (27.)   |
| –    | Luca Badoer           | Minardi-Ford       | 43     | 3      | DNF         | 22    | 1:45,377 (30.)   |
| –    | David Coulthard       | McLaren-Mercedes   | 39     | 2      | DNF         | 03    | 1:42,106 (33.)   |
| –    | Marc Gené             | Minardi-Ford       | 31     | 2      | DNF         | 20    | 1:45,359 (29.)   |
| –    | Damon Hill            | Jordan-Mugen-Honda | 21     | 1      | DNF         | 12    | 1:43,939 (14.)   |
| –    | Olivier Panis         | Prost-Peugeot      | 19     | 1      | DNF         | 06    | 1:43,188 (04.)   |
| –    | Jarno Trulli          | Prost-Peugeot      | 3      | 0      | DNF         | 07    | 1:43,304 (03.)   |
| –    | Alessandro Zanardi    | Williams-Supertec  | 0      | 0      | DNF         | 16    | –                |

## WM-Stände nach dem Rennen
Die ersten sechs des Rennens bekamen 10, 6, 4, 3, 2 bzw. 1 Punkt(e).

### Fahrerwertung
| Pos. | Fahrer                | Konstrukteur         | Punkte |
| ---- | --------------------- | -------------------- | ------ |
| 01   | Mika Häkkinen         | McLaren-Mercedes     | 76     |
| 02   | Eddie Irvine          | Ferrari              | 74     |
| 03   | Heinz-Harald Frentzen | Jordan-Mugen-Honda   | 54     |
| 04   | David Coulthard       | McLaren-Mercedes     | 48     |
| 05   | Michael Schumacher    | Ferrari              | 44     |
| 06   | Ralf Schumacher       | Williams-Supertec    | 35     |
| 07   | Rubens Barrichello    | Stewart-Ford         | 21     |
| 08   | Johnny Herbert        | Stewart-Ford         | 15     |
| 09   | Giancarlo Fisichella  | Benetton-Playlife    | 13     |
| 10   | Mika Salo             | Ferrari/BAR-Supertec | 10     |
| 11   | Jarno Trulli          | Prost-Peugeot        | 7      |
| 12   | Damon Hill            | Jordan-Mugen-Honda   | 7      |

| Pos. | Fahrer             | Konstrukteur      | Punkte |
| ---- | ------------------ | ----------------- | ------ |
| 13   | Alexander Wurz     | Benetton-Playlife | 3      |
| 14   | Pedro Diniz        | Sauber-Petronas   | 3      |
| 15   | Olivier Panis      | Prost-Peugeot     | 2      |
| 16   | Jean Alesi         | Sauber-Petronas   | 2      |
| 17   | Marc Gené          | Minardi-Ford      | 1      |
| 18   | Pedro de la Rosa   | Arrows            | 1      |
| 19   | Alessandro Zanardi | Williams-Supertec | 0      |
| 20   | Toranosuke Takagi  | Arrows            | 0      |
| 21   | Jacques Villeneuve | BAR-Supertec      | 0      |
| 22   | Ricardo Zonta      | BAR-Supertec      | 0      |
| 23   | Luca Badoer        | Minardi-Ford      | 0      |
| –    | Stéphane Sarrazin  | Minardi-Ford      | 0      |

### Konstrukteurswertung
| Pos. | Konstrukteur       | Punkte |
| ---- | ------------------ | ------ |
| 01   | Ferrari            | 128    |
| 02   | McLaren-Mercedes   | 124    |
| 03   | Jordan-Mugen-Honda | 61     |
| 04   | Stewart-Ford       | 36     |
| 05   | Williams-Supertec  | 35     |
| 06   | Benetton-Playlife  | 16     |

| Pos. | Konstrukteur    | Punkte |
| ---- | --------------- | ------ |
| 07   | Prost-Peugeot   | 9      |
| 08   | Sauber-Petronas | 5      |
| 09   | Minardi-Ford    | 1      |
| 10   | Arrows          | 1      |
| 11   | BAR-Supertec    | 0      |